# Río Mala
El río Mala es un corto río de la vertiente del Pacífico, localizado en la costa central del Perú, en el Departamento de Lima.

## Cuenca
El río Mala nace en la cordillera occidental, en la laguna de Huascacocha del distrito de Quinches, provincia de Yauyos y de los deshielos de las alturas de Huarochirí y más adelante toma las aguas de las lagunas de Cochatupe, Chayna y Chamiraya del distrito de Huáñec - Yauyos, en la cuenca que separan las aguas del río Cañete y del Mala, a casi 3.000 m. A menos de 500 metros nace el río Acacache. 
Su recorrido es de 150 km y en él hace un valle al sur de la ciudad de Lima. Pocos kilómetros antes de sus desembocadura en el océano Pacífico, baña la ciudad homónima de Mala, con más de 15.000 habitantes, en el distrito de Mala.

## Recorrido
Inicio en la laguna de Cumpicocha de Huarochiri, pasa por Calango y termina en Mala desembocando en el Océano Pacífico.

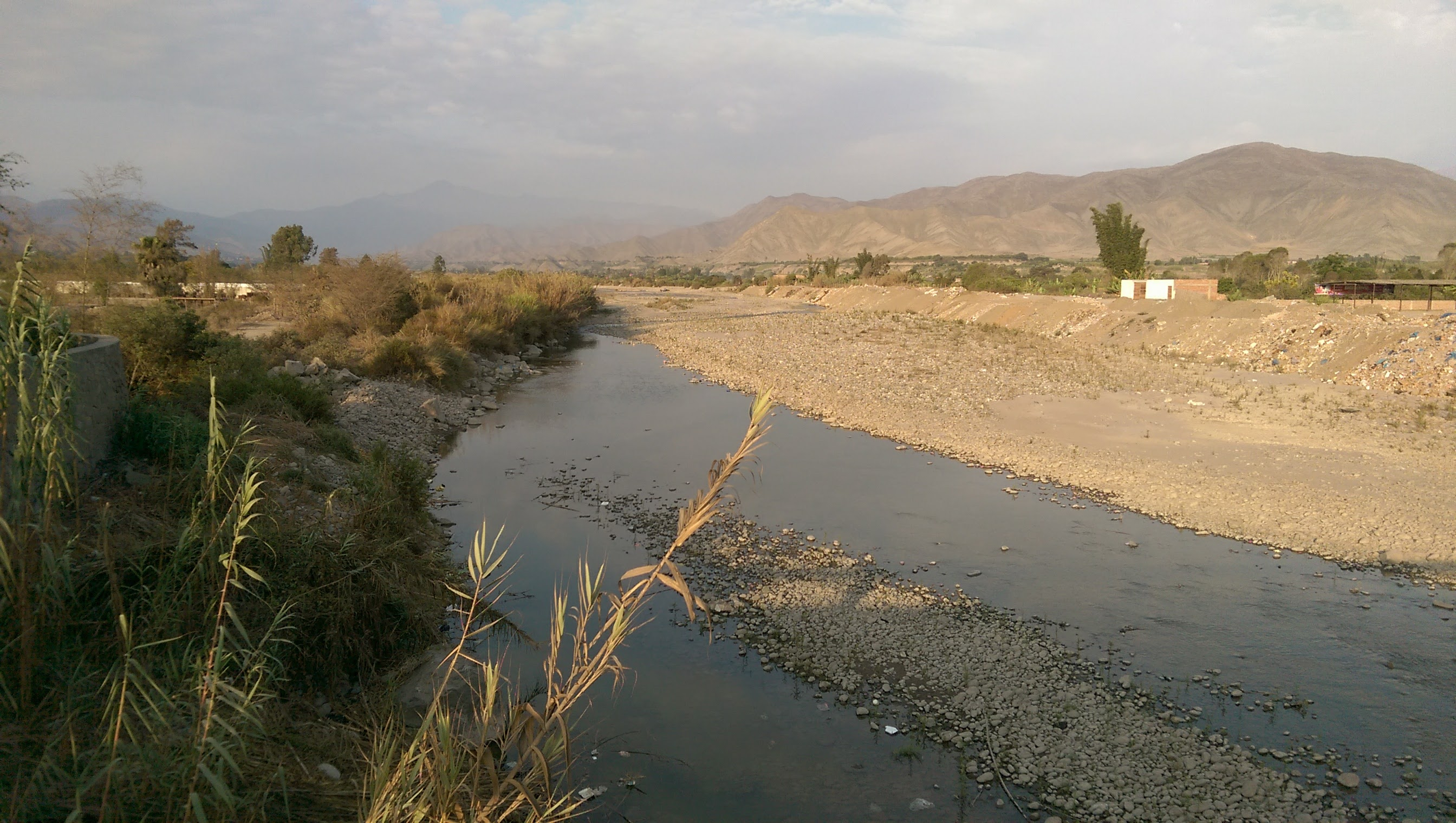
Río Mala antes de puente a Calango en época seca.